# オールスター紅白大運動会
『オールスター紅白大運動会』（オールスターこうはくだいうんどうかい）は、1967年から1996年まで（中断有り）フジテレビ系列で放送された特別番組（スポーツバラエティ番組）である。全28回（23＋5回）。

## 概要
歌手・俳優・コメディアンといった、総勢150 - 200名の芸能人が一堂に会し、紅白に分かれて、様々な競技で鎬を削る番組。1967年11月開始された日本初の単発特別番組枠『テレビグランドスペシャル』（以降『TGSP』と略記）と共に誕生した番組で、1985年まで23回も放送され、フジテレビを代表する特別番組に成長、その後1994年より、当時放送されていた『ものまね王座決定戦』の関連企画として、『ものまね王座』出演者メインで復活、こちらも5回放送された。なお第5回のエンディングでは10月10日に第6回をやると予告していたが実際は行われなかった。原因は不明。なお、第5回大会で紅組キャプテンの清水アキラが「これで負けたらキャプテンをやめる。」と言っていたという話があり、紅組は実際に5戦全敗だった。
開催は、1970年から1974年までは春秋開催だったが、1975年からは（1978年を除き）単独開催に変更、1994年からは春秋開催が復活した。また放送枠は、1972年春までは『木曜スペシャル』（以降『木SP』）や『TGSP』といった木曜単発枠で放送、同年秋からは主に『火曜ワイドスペシャル』（以降『火WSP』）で放送したが、回によっては別の枠で放送した事も有り、特に1978年は、当時フジテレビが結成した女子プロ野球チーム「ニューヤンキース」の宣伝のため、特別に春大会を開催し、ニューヤンキースも出場、放送枠もニューヤンキースの試合をメインとした『土曜グランドスペシャル』（以降『土GSP』）で放送した。
第23回までは一貫して東京都内の体育館を使っての公開放送で、初回の「早稲田大学記念会堂（現：同大学戸山キャンパス）」を皮切りに、1970年代は主に「東京都体育館（現東京体育館）」、1980年代は「品川プリンスホテル」に当時存在した「ゴールドホール」や、「国立代々木競技場」内の「第一体育館」で収録された。そして1994年以降は横浜アリーナで実施された。

### 総集編
『火WSP』で2回に渡って、総集編番組が放送された。

#### 見たい見せたいあのスター珍プレー名場面!
1982年5月11日、『火WSP』放送600回を記念して、同年4月20日に放送された『オールスター紅白水泳大会』・『オールスター寒中水泳大会』総集編『600回記念 見たい見せたいあのスター水着』（司会：芳村真理、おりも政夫）に続いて放送。司会は当時当番組の総合司会を務め、番組の顔となっていた土居まさるで、冒頭では自身初の「聖火入場」を行った。またゲストは『水泳大会』の総合司会にして、フォーリーブス時代にも何度か当番組に出場経験のあったおりも政夫と、出場してまもない岩崎良美と浜田朱里。
内容は「ナイスファイトベスト5」・「100m競走」（過去のフィルムを合成した「夢の対決」も放送）・「女子・男子リレー」・「走り高跳び」・「障害物競争」（初期の個人時代からデカパン時代まで）・「女子重量挙げ」・「騎馬戦」の計7種類。

#### 栄光の青春・激斗編
1987年7月14日には『オールスター紅白大運動会 栄光の青春・激斗編』を放送。この番組は元々、1987年度フジテレビ火曜プロ野球中継の雨傘番組として用意されたもので、当日、広島市の広島市民球場で開催が予定されていた「広島×巨人」戦が雨天中止となったのに伴い編成された。内容は1985年大会までの現存映像と、みのもんたのナレーションで構成、『見たい見せたい』の様なスタジオロケなどは一切無かった。
内容は「歴代聖火ランナー」・「100m競争」・「走り高跳び」（男女別に分け、更に双方とも「ずっこけ」「ハイジャンプ」に分けた）・「女子・男子リレー」・「デカパン障害物レース」・「男女混合リレー」の計6種類。

## 放送日時
| 回                   | タイトル                                               | 放送年月日     | 放送時間（JST）   | 放送枠   | 備考                                                  |
| -------------------- | ------------------------------------------------------ | -------------- | ----------------- | -------- | ----------------------------------------------------- |
| 1                    | オールスター紅白大運動会                               | 1967年11月4日  | 土曜20:00 - 20:56 | TGSP     | 『TGSP』初回。唯一の1時間&モノクロ放送                |
| （この間、放送無し） |                                                        |                |                   |          |                                                       |
| 2                    | オールスター紅白大運動会                               | 1970年3月26日  | 木曜20:00 - 21:26 | 木SP     | 『木SP』最終回。初の90分&カラー放送                   |
| 3                    | 秋のオールスター紅白大運動会                           | 1970年10月1日  | 木曜20:00 - 21:26 | TGSP     | 『TGSP』が火曜から木曜へ移動した初回                  |
| 4                    | 春のオールスター紅白大運動会                           | 1971年4月1日   | 木曜20:00 - 21:26 | TGSP     |                                                       |
| 5                    | 第5回オールスター秋の紅白大運動会                      | 1971年10月28日 | 木曜20:00 - 21:26 | TGSP     |                                                       |
| 6                    | 第6回オールスター春の紅白大運動会                      | 1972年4月20日  | 木曜20:00 - 21:26 | TGSP     |                                                       |
| 7                    | 第7回オールスター秋の紅白大運動会                      | 1972年10月31日 | 火曜20:00 - 21:26 | 火WSP    |                                                       |
| 8                    | '73オールスター春の紅白大運動会                        | 1973年4月3日   | 火曜20:00 - 21:26 | 火WSP    |                                                       |
| 9                    | 第9回オールスター秋の紅白大運動会                      | 1973年10月2日  | 火曜20:00 - 21:25 | 火WSP    |                                                       |
| 10                   | 第10回オールスター春の紅白大運動会                     | 1974年4月4日   | 木曜20:00 - 21:55 | （なし） | 初の2時間&非単発枠での放送。21:55終了は歴代で最も遅い |
| 11                   | 第11回オールスター秋の紅白大運動会                     | 1974年10月1日  | 火曜20:00 - 21:25 | 火WSP    |                                                       |
| 12                   | 第12回オールスター秋の紅白大運動会                     | 1975年10月21日 | 火曜20:00 - 21:24 | 火WSP    | ここから単独開催（1978年は除く）                      |
| 13                   | 第13回オールスター秋の紅白大運動会                     | 1976年11月9日  | 火曜20:00 - 21:24 | 火WSP    |                                                       |
| 14                   | 第14回オールスター秋の紅白大運動会                     | 1977年10月4日  | 火曜20:00 - 21:24 | 火WSP    |                                                       |
| 15                   | オールスター紅白大運動会                               | 1978年5月13日  | 土曜19:30 - 20:54 | 土GSP    | 4年振りの春開催。初の19時台開始                       |
| 16                   | オールスター秋の紅白大運動会                           | 1978年10月17日 | 火曜20:00 - 21:24 | 火WSP    |                                                       |
| 17                   | 第17回オールスター秋の紅白大運動会                     | 1979年10月2日  | 火曜20:00 - 21:24 | 火WSP    |                                                       |
| 18                   | 第18回オールスター紅白大運動会                         | 1980年10月14日 | 火曜20:00 - 21:24 | 火WSP    |                                                       |
| 19                   | 第19回オールスター紅白大運動会                         | 1981年10月20日 | 火曜19:30 - 20:54 | 火WSP    | 『火WSP』では初の19時台開始                           |
| SP1                  | 600回記念特集Ⅱ 見たい見せたいあのスター珍プレー名場面! | 1982年5月11日  | 火曜19:30 - 20:54 | 火WSP    | 『火WSP』600回記念番組、総集編                        |
| 20                   | 第20回オールスター紅白大運動会                         | 1982年10月26日 | 火曜19:00 - 20:54 | 火WSP    | 2度目の2時間                                          |
| 21                   | 第21回オールスター紅白大運動会                         | 1983年10月11日 | 火曜19:00 - 20:54 | 火WSP    | 初の連続2時間                                         |
| 22                   | 第22回オールスター紅白大運動会                         | 1984年5月15日  | 火曜19:30 - 20:54 | 火WSP    | 春単独に変更                                          |
| 23                   | 第23回オールスター紅白大運動会                         | 1985年5月14日  | 火曜19:30 - 20:54 | 火WSP    |                                                       |
| （この間、放送無し） |                                                        |                |                   |          |                                                       |
| SP2                  | オールスター紅白大運動会 栄光の青春・激斗編            | 1987年7月14日  | 火曜19:30 - 20:54 | 火WSP    | 総集編                                                |
| （この間、放送無し） |                                                        |                |                   |          |                                                       |
| 1                    | 第1回爆笑 スター春の紅白大運動会SP                     | 1994年5月10日  | 火曜19:30 - 20:54 | 火WSP    |                                                       |
| 2                    | 第2回オールスター爆笑秋の紅白大運動会SP                | 1994年10月10日 | 月曜19:00 - 20:54 | （なし） | 唯一の月曜放送.祝体育の日特別企画として放送           |
| 3                    | 第3回オールスター爆笑春の紅白大運動会SP                | 1995年5月23日  | 火曜19:30 - 20:54 | 火WSP    |                                                       |
| 4                    | 第4回オールスター爆笑秋の紅白大運動会SP                | 1995年10月10日 | 火曜19:00 - 20:54 | 火WSP    | 最後の2時間番組.祝体育の日特別企画として放送          |
| 5                    | 第5回オールスター爆笑春の紅白大運動会SP                | 1996年5月7日   | 火曜19:30 - 20:54 | 火WSP    |                                                       |

1994年以降の大会は1985年までとは別扱いされており、回数も初回（1967年）からは通算されなかった。

## キャッチコピー
大掛かりな内容から、新聞広告のキャッチコピーも熱が籠もっていた。そのいくつかを紹介する。
- 1967年：「出演スター一五〇人! 史上最大の豪華版!」「オリンピックも顔負け! 珍プレー珍記録が続出! これ以上デラックスな楽しさはありません!」[2]
- 1970年秋：「有名スターが大挙150名も出場して 走り、とび、ころぶ、恒例のオールスター紅白大運動会の中継放送」[3]
- 1973年秋：「恒例、オールスター総勢200名出演の白熱」[4]
- 1974年春：「総勢200人が2時間にわたってくりひろげる攻防はどちらに」[5]
- 1974年秋：「最優秀選手賞、敢闘賞のゆくえは? スター総勢200名が大ハッスル!!」[6]
- 1977年：「若さ爆発!! 200名のヤングスター!!」「大声援の中、跳んで走ってころんで泣いた…」[7]

## 出演者

### 総合司会
- 小川宏（1967年）
- 高橋圭三（同上）
- 小川哲哉（1975年 - 1980年） - 実況も兼任。
- 土居まさる（1970年 - 1983年） - 最も多く担当。
- みのもんた（1984年・1985年） - 実況も兼任。
- 研ナオコ（1994年）
- 清水國明（1994年 - 1996年）
- 榊原郁恵（1994年・1995年）
- 井上順（1995年・1996年）
- 定岡正二（同上）
- 松本伊代（1994年秋・1996年） - 1996年は榊原の産休による代役。

### 実況
実況はみのを除き、当時のフジテレビアナウンサーが担当した。
- 山田祐嗣（1967年）
- 逸見政孝（？ - 1972年）
- 小林大輔（1973年 - 1979年）
- みのもんた（1980年 - 1985年）
- 福井謙二（1994年）
- 青嶋達也（1995年・1996年）

### 解説者
- 藤原弘達（1967年）
- 小桜葉子（同上）
- ファイティング原田（1970年春）
- はかま満緒（1971年春）
- 四代目三遊亭小圓馬（1971年秋）
- 五代目三遊亭圓楽（1972年春 - 1974年春）
- 野村三枝子（1974年春）
- 京唄子（1974年秋）
- 鳳啓助（同上）
- 飯島秀雄（同上）
- 輪島功一（1977年）
- 金田正一（1979年）
- 清水國明（1985年）
- ほか

### 応援着ぐるみキャラクター
- ジャンボマックス（『8時だョ!全員集合』より。1974年秋）
- ヌー坊（『アタック!真理ちゃん』より。同上）
- 堀口元気（『がんばれ元気』より。1980年）
- オタスケマン1号（『タイムパトロール隊オタスケマン』より。同上）
- オタスケマン2号（同上）
- アターシャ（同上）
- セコビッチ（同上）
- ドワルスキー（同上）
- ゲキガスキー（同上）
- 則巻アラレ（『Dr.スランプ アラレちゃん』より。1981年・1982年）
- 雨森始（『新竹取物語 1000年女王』より。1981年）
- タケちゃんマン（『オレたちひょうきん族』より。1982年）

## スタッフ
- 構成:塚田茂、宮田和実、鈴木桂、矢頭浩、他
- 音楽：広瀬健次郎
- プロデューサー：疋田拓
- ディレクター：井上信悟、渡邉光男

第一回爆笑!オールスター春の紅白大運動会スペシャル
- 構成：沢口義明
- 技術：ニユーテレス（岩沢忠夫）
- カメラ：藤江雅和、小山茂明
- 映像：谷古宇利勝
- VTR：瀧本恵司
- 音声：間野目政孝、松本政利
- ENG：ビジョンユニバース（汲田龍一）
- カムリモート：酒井和恵
- 特機：二宮典夫
- 照明：岸本直樹
- PA：菅原馨一、加藤文幹
- 美術制作：重松照英
- デザイン：瀬下有紀子
- 美術プロデューサー：北林福夫
- 美術進行：大野恭一郎
- 大道具：福本知弘
- アートフレーム：江尻正
- 装飾：今村文孝
- 持道具：栗原美智代
- 衣裳：保沢紀
- メイク：春山輝江
- 電飾：大木謙二
- アクリル装飾：橋本順
- 人工芝：清水裕介
- タイトル：藤沢良昭
- 編集：瓜田利昭・寺尾享泰・後藤和夫（IMAGICA）
- 音楽：タバタ音楽事務所
- 音響効果：佐藤昭（4-Legs）
- 振付：三浦亨
- チアガール：スクールメイツ
- 場内アナウンス：尾上仁美
- 広報：上野陽一（フジテレビ）
- TK：畑中まゆみ
- 協力：神奈川陸上競技協会、服部セイコー、MIZUNO、横浜アリーナ
- 制作協力：4-Legs
- デスク：江橋輝美、斉藤真理子、足立奈津子
- 制作スタッフ：落合仁（BEE BRAIN）、和久津一成、宇梶英二、清水友也、長谷川武、松本泰一
- アシスタントディレクター：宮道治朗（フジテレビ）、岡山武史、栗原真（4-Legs）
- ディレクター：今井一・城間康男（共にフジテレビ）、佐藤一巳、小島竜彦
- 演出：安藤厚司（4-Legs）
- プロデューサー：木村忠寛（フジテレビ）
- 制作：フジテレビ第二制作部
- 制作著作：フジテレビ

## 開会式
開会式は、「選手入場」・「優勝旗返還」・「聖火入場」・「選手宣誓」で構成されている。

### 選手入場
総合司会の開会宣言→ファンファーレの後、入場ゲートから全選手（聖火ランナーと伴走は除く）が入場、トラックを一周行進した後、フィールドに「紅組男子」・「紅組女子」・「白組男子」・「白組女子」に分かれて整列する。1980年大会からは廃止された。

### 優勝旗返還
優勝旗を持った選手代表が『見よ、勇者は帰る』のメロディと共に前進し、「大会委員長」に優勝旗を返還する。こちらも1980年から廃止された。

### 聖火入場

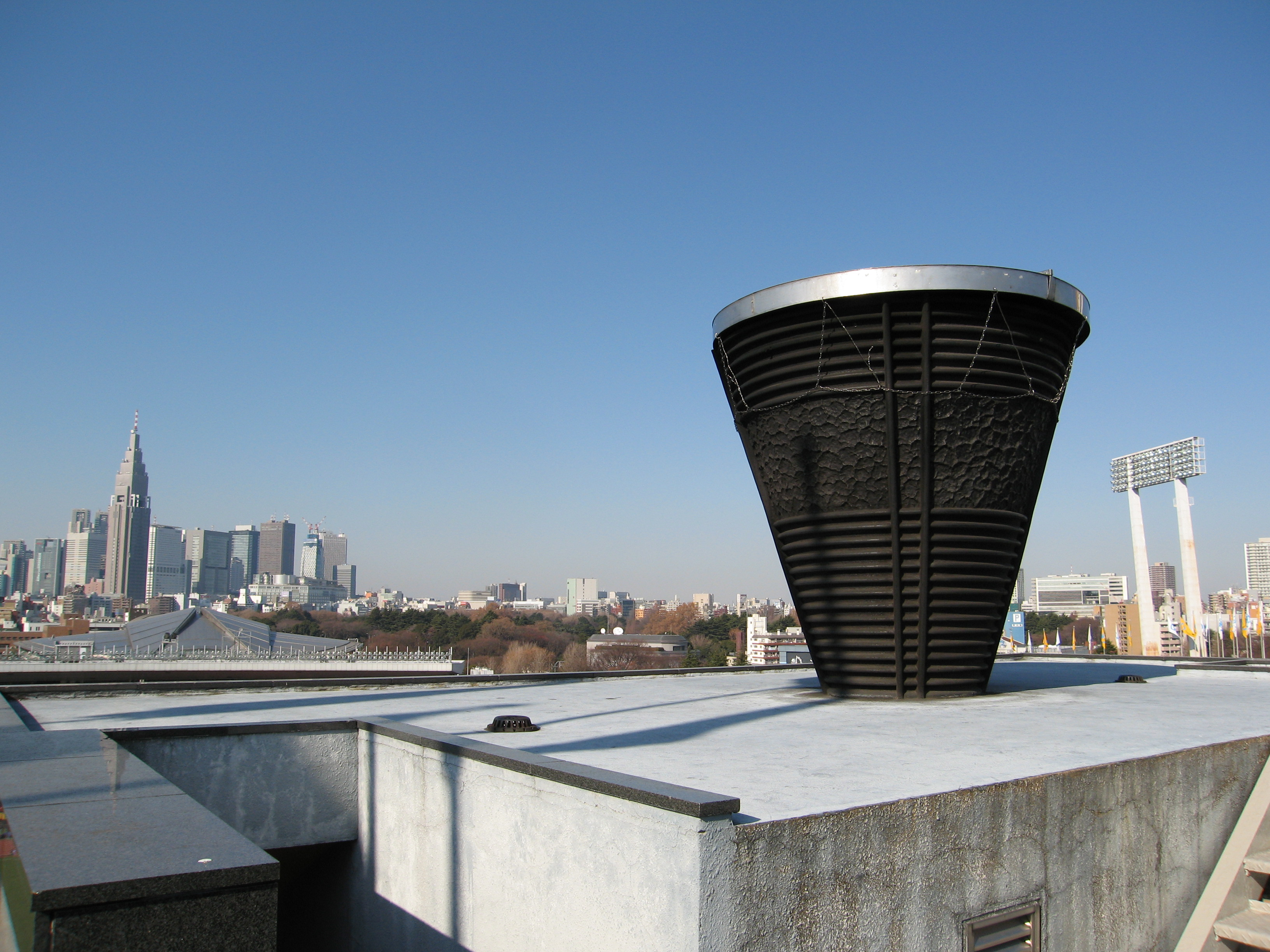
当番組の「聖火台」のモデルとなった、「国立霞ヶ丘競技場陸上競技場」（通称「国立競技場」）の聖火台

開会式最大のセレモニー。ゲートからトーチを掲げた聖火ランナーが伴走者を従えて入場し、トラックを一周、ドラムロールと共に聖火台までの階段を駆け上がり、聖火台脇に立つと、一瞬高々と掲げたトーチを聖火台に近づける。するとファンファーレと共に、真っ赤な布で出来た「聖火」が聖火台からせり上がって「点火」となる。
聖火台は時期によって設置する場所が異なっていたが、形状は一貫して「国立霞ヶ丘競技場陸上競技場」（通称「国立競技場」）の聖火台と同型で、正面に当時のフジテレビのマーク「8マーク」が着けられていた。
聖火ランナーは1975年までは1人で担当していたが、1976年ではこの年開催されたモントリオールオリンピックの聖火最終ランナーが男女ペアだったのに因み、郷ひろみと松本ちえこの男女ペアで担当、その後は不定期に男女ペアで行う様になった。
なお1985年からは廃止されたが、1985年では冒頭から聖火が灯った状態で聖火台が設置されるも、階段は設置されてなかった。

### 選手宣誓
担当選手がドラムロールと共にお立ち台まで進み、その後から旗手が旗と共に前進する。ドラムロールが終わったら担当者は右手を挙げて宣誓文を延べる。
宣誓文は概ね「宣誓!! 我々はスポーツマンシップとアーティスト精神に則り、正々堂々と力の限り戦う事を誓います!! 19○○年○月○日、選手代表○○!!」であるが、時によっては台詞が変わったり追加される事も有る。また担当者は1973年春までは1名で、その後は2名となったが、時期によっては3 - 4名で行う事も有った。
なお1994年以降の大会では廃止された。

## 各担当選手

### 聖火ランナー
- 谷啓（ハナ肇とクレージーキャッツ）（1967年、1971年春）
- 宍戸錠（1970年春）
- 沢田研二（1971年秋）
- 森進一（1972年春）
- 五木ひろし（1973年春）
- アグネス・チャン（1973年秋）
- 桜田淳子（1974年春）
- 郷ひろみ（1974年秋）
- 山口百恵（1975年）
- 郷ひろみ・松本ちえこ（1976年） - 初の男女ペア。
- 新沼謙治（1977年）
- 西城秀樹・榊原郁恵（1978年春）
- 石野真子（1980年）
- 田原俊彦・松田聖子（1982年・1983年） - 唯一の2年連続同一ペア。
- ほか

### 伴走者
- フォーリーブス - 初期の常連。
- ジャニーズ・ジュニア（1974年秋）
- ピンク・レディー（1977年） - 珍しい女性担当。
- ずうとるび（1978年春）
- たのきんトリオ（田原俊彦、近藤真彦、野村義男）（1980年。同年度の選手宣誓も彼らが担当）
- ほか

### 選手宣誓
- 中村光輝（現：三代目中村又五郎）（1970年春）
- 宝田明
- 松原智恵子
- 野口五郎
- 郷ひろみ（1973年春・秋）
- 麻丘めぐみ（1973年春）
- 浅田美代子（1973年秋）
- 天地真理（1974年春）
- 研ナオコ（1974年秋）
- 西城秀樹（同上）
- 桜田淳子（1976年）
- ずうとるび（同上）
- ピンク・レディー
- 松田聖子（1981年）
- 広岡瞬（同上）
- 高田みづえ（同上）
- 柏原芳恵（1982年） - 収録時は「柏原よしえ」名義であったため、ゼッケンには「柏原よしえ」と書かれていたが、放送時には改名（1982年10月1日改名）し、テロップは「柏原芳恵」となっているも、映像はそのままだった。
- 河合奈保子（同上）
- 岩崎良美（同上）
- 石川秀美（1985年）
- とんねるず（1985年） - 「選手宣誓」では珍しくぼけまくっていた。
- ほか

## レギュラー競技
ここでは毎回行われた「レギュラー競技」を紹介。なおこの内「走り高跳び」を除く競技は、競技内容が大幅に変更された第23回では行われてない。

### 100m競争
冒頭の競技で、5名の選手が、トラックを一部使用した「100m用コース」を走り抜く個人競技。1レースずつ男女交代で行われる。
1980年以降では1レースだけ、太った芸能人（榊原郁恵、松村邦洋、桑野信義など）だけのレースが行われていた。
また1994年以降の大会では男女別に予選・決勝制がとられた。（各レース1着のみが決勝進出。）

### 女子重量挙げ
1978年秋から行われた競技。女性芸能人は目の前のバーベルを頭上まで持ち上げる。持ち挙げられた選手は次に駒を進め、挙げられなかった選手は失格、これを繰り返し、最後に残った選手が優勝となる。
なお正式ルールでは、「スナッチ」と「ジャーク」の2種類の挙げ方があるが、当番組では特に挙げ方は決められず、選手の自由である。

### 障害物競走
トラックを使い、選手が5種類の障害物を越えながら走り抜く競技。当初は個人競技であり、競技名も「障害物競走」だったが、1972年から個人競技は変えないものの、競技名を「お笑い近代五種競技」と改名、その後1974年秋から「デカパン珍障害物競走」と再改名し、男女ペアが巨大パンツを履いて、「二人三脚」形式で走るルールに変更した。1994年以降では個人競技に戻り、競技名も「障害物レース」に改名した。
なお1974年春には「デカパン障害物」の前身となる障害物リレーが行われており、内容は、まず2名構成の第1走者がパンツを履いて「玉転がし」を行い、続いて3名構成の第2走者がパンツを履いて「ビーチボールラケット挟み」を行い、最後は4名構成のアンカーがパンツを履いて「壁越え」を行うものだった。

### 女子・男子リレー
4名で構成された各組2チーム、計4チームがリレーを行う競技。前半は女性、後半は男性が担当、一人が走る距離は女性は半周、男性は1周である。
なお1994年秋以降は各チーム5人ずつになり、男子のアンカーのみ1周に変更された。

### 走り高跳び
中盤の名物競技で、選手が助走を付けて前のバーを飛び越える。飛び越えれば駒を進め、飛び越えなければ失格、これを繰り返し、最後まで残った選手が優勝になる。前半は女性、後半は男性が行った。
試技は1回だけだが、残った選手が3 - 4名になったら2回に増やす。

### 騎馬戦
全員参加の競技で、合図と共に上の「乗り手」は相手の「乗り手」の鉢巻きを奪う。時間が来たら終了、残った鉢巻きの多い方が勝ち。1995年以降は大将（男子はキャプテン）を倒した方が勝ちに変更された。
1995年秋と1996年春では、男子騎馬戦で毎回試合のやり方で紅白が大げんかとなり、両軍5騎ずつ精鋭騎馬を集めて、通常と同じ「相手騎馬の乗り手を落とす」ルールの「最強戦」が、毎回行われていた（これも得点に加算される）。

### 男女混合リレー
最終競技で、双方が男女2名ずつの4名で構成されたチームを編成し、紅白1チームずつでのリレーを行う。
回る距離はアンカーのみ1周半で、その他は1周だが、1980年からは全員1周になったり、アンカーのみ2周で他は1周になるなど度々変更された。
1994年春は6人.秋以降の大会では7人になり、アンカーのみ1周、ほかのメンバーは半周に変更になった。

## その他の競技
レギュラー競技の他にも様々な競技があり、まともな競技もあれば、息抜き的なお笑いゲームも存在した。
- パン食い競争
- ウナギ掴み競争

以上、初回で行われた。
- 棒倒し

全員参加。選手が「守り手」と「攻め手」に分かれ、攻め手は合図と共に、相手側の棒の上に付いた旗を奪う。3回戦行い、2勝先行した方が勝ち。1970年代前期に行われ、一旦廃止した後、1994年以降の大会で復活した。
- キャタピラ競争

1976年に行う。女性限定で、女性選手が段ボールで作ったキャタピラの中に入って、キャタピラを動かしながら進む。その後は「デカパン障害物」の障害物の一つになった。
- はいつくばり競争

かつて放送された『ダイビングクイズ』をモチーフにした競技。選手は紅白に色分けした滑り台にそれぞれ仰向けになり、合図と共に滑り台がどんどん傾く。先に落ちた方が負け。
- ターザンジャンプ

1981年と1982年に行う。選手は高台の上からロープを掴んで、「ターザン」の如くジャンプし、下の的を目がけて着地する。うまく着地すれば成功。マット（または風船プール）に落ちたら「小失敗」、メリケン粉プールに落ちたら「大失敗」となる。
- 宇宙遊泳

1982年に行う。選手は胴のベルトにゴムワイヤーを着け、宙ぶらりんになった所で、手に持ったピコピコハンマーで目の前の3個の風船を割る。多く割った方が勝ち。
- ノックアウト丸太乗り

1983年に行う。いわゆる「ポカポカ・ドボン」で、双方の選手は紅白に色分けされたスチロール丸太に跨り、手に持ったビニール製の棒で相手を叩く。早く相手をメリケン粉プールに落とした方が勝ち。
また1985年には競技内容が大幅に変更、レギュラー競技は「走り高跳び」だけ行われ、他には次の競技が行われた。
- バスケットボール
- バレーボール
- ミニサッカー
- 小錦（当時大関）との相撲勝負
- 石川秀美と堀ちえみの「体力テスト」
- テニス

「サッカー」から「テニス」は、メイン会場「国立代々木競技場」前で当時開催されていた「国際スポーツフェア'85」の会場を流用して行った。

## 閉会式
全選手が「開会式」と同じ様に整列し、その後ドラムロールと共に「紅組」→「白組」の順で合計点が発表され、合計点の多かったチームが優勝、優勝チームの代表者には『見よ、勇者は帰る』のメロディと共に優勝旗が授与される。
その後は個人賞が発表、優勝チームから一番頑張った男女1名ずつに「最優秀選手賞」として、トロフィーと豪華賞品（主に海外旅行）が贈られ、負けチームから頑張った男女1名ずつに「敢闘賞」として賞品が贈られる。他にも「ナイスファイト賞」などの個人賞が有る。なお1994年以降は廃止された。

## 番組で使用された音楽
いずれも1985年大会まで使用。
- 『オリンピック・マーチ』（作曲 - 古関裕而）

1979年までの「選手入場」に使用。1980年からは総合司会などの紹介のBGMに使用。なお1994年秋以降の大会では男女混合リレーの選手入場に使われた。
- 『ライツアウトマーチ』（作曲 - アール・エレソン・マッコイ）

フジテレビの当時のスポーツテーマ。OPの提供クレジットBGMに使用。
- 『（正式曲名不明）』（ニューヤンキース）

1978年春の冒頭で使用。本来は『土GSP』の前期OPテーマ。

## 現存映像に関する事項
映像は1971年以降の大半が残っており、『栄光の青春』などのフジテレビ回顧特番で放送される事がある。主に次の内容が放送されるのが多い。
- 歴代聖火ランナー
- 歴代選手宣誓担当者
- 100m競争
- 走り高跳び
- 男女混合リレー
- 1970年代の常連にしてエース選手・にしきのあきら（現：錦野旦）と郷ひろみの活躍
- 1980年の「100m競争」で、レース中に松田聖子が転び、その後頭部に後から走ってきた中山圭子の左膝が命中。
- 1981年の「男女混合リレー」で、紅組アンカー・田原俊彦と白組アンカー・明石家さんまが争い、さんまがゴールイン。

なおニューヤンキースが出場した1978年春大会はあまり取り上げられる事は無く（仮に取り上げてもニューヤンキースの場面は抜き）、また2000年代以降は、1994年以降の大会を取り上げる事は少ない。

## 関連番組
当番組のヒットによって、各局でも運動会番組が放送される様になった。
- 新春オールスター大運動会（TBS系列）

- 全日本オールスター選抜大運動会（日本テレビ系列）

またフジテレビでも、当番組のノウハウを生かした「派生番組」が制作・放送された。
- スター対抗花の競技大会

1972年11月21日に『火WSP』で放送。聖火入場と聖火台は同じだが番組はスタジオ収録、そして組も「紅組」・「白組」・「青組」と増やしたものの、出場者は42名と大幅に減少、その中には、当時年間盗塁世界新記録（106盗塁）を達成した、阪急ブレーブスの福本豊もいた。競技は「床運動」・「トランポリン」・「アーチェリー」の他、当番組でお馴染みの「障害物競走」、そして何故か「椅子取りゲーム」まで登場した。
- チャンピオン決定! 新春芸能人オリンピック

1974年1月3日に新春特番として放送（放送時間は木曜19:00 - 20:55）。芸能人とその家族総勢200名による番組。「障害物競走」・「寒中水泳」・「マラソン」・「フェンシング」・「ボウリング」や、子供が着ぐるみ怪獣と行う「二人三脚」も有った。
- オールスター親子対抗大合戦

1975年3月に『火WSP』で放送。『新春芸能人オリンピック』同様、芸能人家族が紅白に分かれて戦う。総合司会は初代三波伸介。アシスタントは宮脇康之（現：健）と真木洋子。なお番組には初代伸介の息子・伸一（現：二代目三波伸介）も出演した。
- 70人の芸能人がひくほど本気になっちゃう春のガチ運動会

2012年4月29日に『日曜スペシャル』で放送。16年振りの開催だが、人数は70名に減らした。また対戦ごとに負けたメンバーは土下座を行った。ナレーターは鈴木福と、かつて1995年・1996年大会の実況を担当した青嶋達也アナ。